# Kasteel van Dormaal

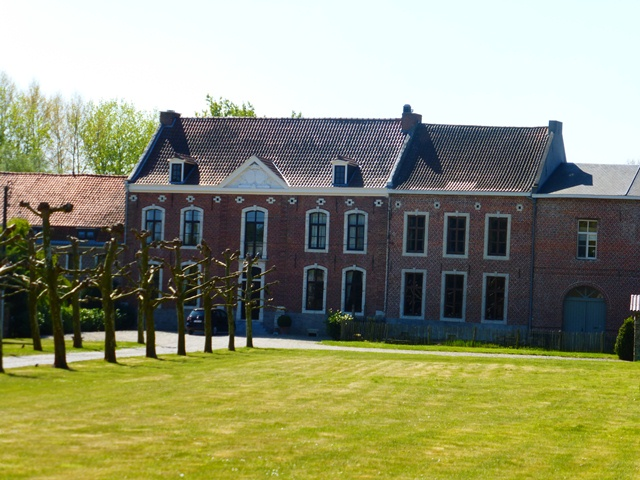
Kasteel van Dormaal

Het Kasteel van Dormaal is een kasteel in de tot de Vlaams-Brabantse gemeente Zoutleeuw behorende plaats Dormaal, gelegen aan de Grote Steenweg 68-72.

## Geschiedenis
Al in de 14e eeuw was er sprake van een leengoed dat toen in bezit was van de familie van Bindervelt. In 1686 was er nog slechts sprake van een ruïne. In 1765-1768 werd een nieuw kasteel in classicistische stijl gebouwd.

## Gebouw
Het betreft een U-vormig complex dat ook de Watermolen van Dormaal omvat. Het woongedeelte bestaat uit een breedhuis met daarnaast een dubbelhuis. Dit dubbelhuis heeft een ingangrisaliet dat bekroond wordt door een driehoekig fronton.
Haaks op het woongedeelte bevindt zich een dwarsschuur van 1728. Hieraan vastgebouwd en over de Molenbeek heen gebouwd, bevindt zich de watermolen. Aan de overzijde van het binnenplein is nog een vermoedelijk 19e-eeuwse vleugel die aanvankelijk diende als wagenhuis.